# Rio Firis
Rio Firis (em sueco: Fyrisån;  PRONÚNCIA) é o maior rio da província histórica da Uppland, na Suécia. Nasce na proximidade da pequena localidade de Dannemora, passa pela cidade de Uppsala e compõe uma bacia endorreica, uma vez que deságua na enseada de Ekoln no lago Mälaren. Tem extensão de 80 quilômetros. É navegável da foz até Uppsala, e daí para norte para embarcações de menor calado.
Em 985, os campos próximos ao rio foram palco de uma importante batalha travada entre Érico, o Vitorioso e Estirbiorno, o Forte.